# ایوان دیاز (بازیکن فوتبال، زاده ۱۹۷۸)
ایوان دیاز (انگلیسی: Iván Díaz؛ زادهٔ ۱۰ ژوئیهٔ ۱۹۷۸) بازیکن فوتبال اهل اسپانیا است.
از باشگاه‌هایی که در آن بازی کرده‌است می‌توان به باشگاه فوتبال اسپانیول، باشگاه فوتبال آلباسته بالومپیه، باشگاه فوتبال سابادل، باشگاه فوتبال اوکلند سیتی، باشگاه فوتبال لگانس، و باشگاه فوتبال هالمستاد اشاره کرد.